# Имарет (село)
Имаре́т (укр. Iмарет, крымскотат. İmaret, Имарет) — исчезнувшее село в Кировском районе Республики Крым, располагавшееся на юге района, в отрогах Внутренней гряды Крымских гор, примерно в 3 км к юго-востоку от города Старый Крым.
Название селения, видимо, связано  с некогда существовавшим здесь имаретом — бесплатным странноприимным домом при мечети, содержавшимся на подаяния прихожан или на вакуфные средства.

## История
По материалам археологических изысканий, поселение существовало в IX—X веке и в XIII—XV веках. Греческое поселение Имарет впервые упомянуто в документах, связанных с выселением греков из Крыма в Приазовье в 1778 году. По ведомости митрополита Игнатия, из Имарета было вышло 15 семей, а в «Ведомости о выведенных из Крыма в Приазовье христианах» А. В. Суворова из Амареты выведено греков 37 мужчин и 39 женщин, всего 76 человек. Согласно «Ведомости… какие христианские деревни и полных дворов. И как в оных… какие церкви служащие, или разорённые. …какое число священников было…» от 14 декабря 1783 года в деревне Имарет числилось 15 греческих дворов. В Камеральном Описании Крыма… 1784 года, по административному делению последнего периода Крымского ханства Ирак Текье записан в числе вовсе разоренных деревень Кефинскаго кадылыка Кефинского каймаканства.
После присоединения Крыма к России (8) 19 апреля 1783 года, (8) 19 февраля 1784 года, именным указом Екатерины II сенату, на территории бывшего Крымского Ханства была образована Таврическая область и деревня была приписана к Левкопольскому, а после ликвидации в 1787 году Левкопольского — к Феодосийскому уезду Таврической области. Перед Русско-турецкой войной 1787—1791 годов производилось выселение крымских татар из прибрежных селений во внутренние районы полуострова. По просьбе епископа Дорофея жители Имарета (65 душ) были оставлены для обработки епископских полей и садов. После Павловских реформ, с 1796 по 1802 год, входила в Акмечетский уезд Новороссийской губернии. По новому административному делению, после создания 8 (20) октября 1802 года Таврической губернии, Имарет был включён в состав Кокташской волости Феодосийского уезда.
По Ведомости о числе селений, названиях оных, в них дворов… состоящих в Феодосийском уезде от 14 октября 1805 года, в деревне Эмарет числилось 5 дворов и 34 жителя, без указания национальности. На военно-топографической карте генерал-майора Мухина 1817 года обозначен Имарет без указания числа дворов. После реформы волостного деления 1829 года Имарет, согласно «Ведомости о казённых волостях Таврической губернии 1829 года», остался в составе Кокташской волости. На картах 1836 и 1842 года обозначена дача Имарет без указания числа дворов.
В 1860-х годах, после земской реформы Александра II, деревню приписали к Салынской волости. Согласно «Списку населённых мест Таврической губернии по сведениям 1864 года», составленному по результатам VIII ревизии 1864 года, Имарет — владельческий хутор с 1 двором и 2 жителями при источнике. На трёхверстовой карте Шуберта 1865—1876 года обозначена дача Имарет без указания числа дворов. По «…Памятной книжке Таврической губернии на 1892 год» в Эмарете, не входившем ни в одно сельское общество, жителей и домохозяйств не числилось. По «…Памятной книжке Таврической губернии на 1902 год» в экономии Эмарет числилось 18 жителей, домохозяйств не имеющих. По Статистическому справочнику Таврической губернии. Ч.II-я. Статистический очерк, выпуск пятый Феодосийский уезд, 1915 год, в имении Имарет (А. А. Малько) Салынской волости Феодосийского уезда числился 1 двор без населения.
После установления в Крыму Советской власти, по постановлению Крымревкома от 8 января 1921 года была упразднена волостная система и село вошло в состав вновь созданного Старо-Крымского района Феодосийского уезда, а в 1922 году уезды получили название округов. 11 октября 1923 года, согласно постановлению ВЦИК, в административное деление Крымской АССР были внесены изменения, в результате которых округа ликвидировались и Старо-Крымский район стал самостоятельной административной единицей. Декретом ВЦИК от 04 сентября 1924 года «Об упразднении некоторых районов Автономной Крымской С. С. Р.» в октябре 1924 года район был включён в Феодосийский и село включили в его состав. Согласно Списку населённых пунктов Крымской АССР по Всесоюзной переписи 17 декабря 1926 года, в селе Имарет, Изюмовского сельсовета Феодосийского района, числилось 9 дворов, все крестьянские, население составляло 34 человека, все русские. Постановлением ВЦИК «О реорганизации сети районов Крымской АССР» от 30 октября 1930 года из Феодосийского района был выделен (воссоздан) Старо-Крымский район (по другим сведениям 15 сентября 1931 года) и село включили в его состав. Уничтожено фашистами в 1943 году. После войны было переименовано в Козий Яр, но фактически более не возрождалось и в период с 1954 по 1968 годы было снято с учёта в связи с отсутствием жителей.